# 横河武蔵野FC
横河武蔵野FC（よこがわむさしのFC、英: Yokogawa Musashino FC）は、日本の東京都武蔵野市をホームタウンとする、日本フットボールリーグ（JFL）に所属する社会人サッカークラブ。

## 概要
1939年に創設された横河電機製作所（現・横河電機）の社内同好会を起源とする。その後、横河電機の実業団チーム（正式な企業組織内のサッカー部）を経て、2003年に地域密着型のサッカークラブチーム「横河武蔵野フットボールクラブ」（横河武蔵野FC）へと移行、2007年2月には運営母体を特定非営利活動法人（NPO法人）に移管した。
長らくノンプロリーグの最高峰である日本フットボールリーグ (JFL) で「Jリーグを目指さないサッカークラブ」として活動してきた が、有力選手のJリーグクラブへの移籍で戦力が安定せず、さらに2014年のJ3リーグ発足以降はその傾向が顕著になり、より地域に応援されるクラブを目指し、Jリーグへ入会する方針に転換した。以降、着実に上位を狙える強化が進み、2019年にJ3昇格の成績案件をクリア。しかし、観客動員等の要件がクリアできないことをキッカケに横河電機の意向もありJ3昇格を断念、2020年に現状の経営体制を一新し、一般社団法人横河武蔵野スポーツクラブに段階的に運営を移管する。
2021年からは東京ユナイテッドFCの運営団体である一般社団法人CLUB LB&BRBとの共同運営によるクラブ「東京武蔵野ユナイテッドフットボールクラブ」に移行したが、2023年限りで共同運営を解消し、2024年度から9年ぶりに「横河武蔵野フットボールクラブ」の名前に復すこととなった。
ホームスタジアムは武蔵野市立武蔵野陸上競技場、マスコットはこはなである。

## 歴史

### 創設・実業団時代

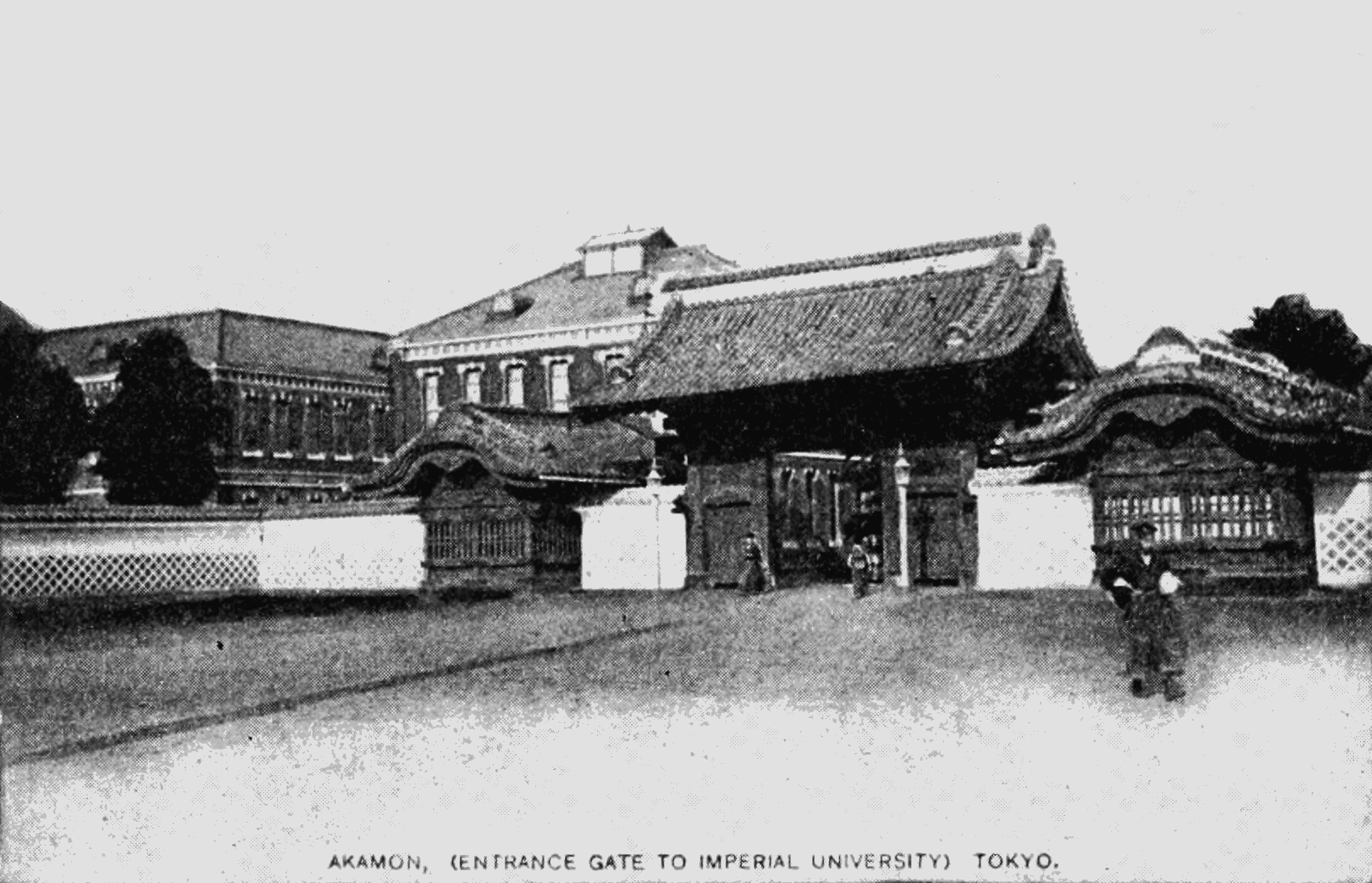
文献から確認できる最初の公式戦（1941年2月、三菱倶楽部戦）の開催会場となった東京帝国大学

1939年に横河電機製作所（当時）の社内のサッカー同好会として創設され、横河電機製作所が本社工場を置く東京府北多摩郡武蔵野町吉祥寺（現在の東京都武蔵野市）を拠点として活動を始めた。
1941年
関東蹴球協会主催の第10回関東実業団蹴球大会に出場して1回戦（2月2日）で三菱倶楽部（現：三菱養和）に0-1で敗北したが、この試合が文献から確認できる最初の公式戦である。
同年4月16日に関東実業団蹴球連盟（現：関東サッカー協会）への加盟が承認され、関東実業団蹴球の6部（他に三菱倶楽部や東京海上など）に所属することが決定した。
戦時中・戦後
太平洋戦争後の活動についてははっきりしないが、全日本実業団サッカー選手権大会や全国都市対抗サッカー選手権大会の出場経験は無い。
1976年
東京都社会人サッカーリーグ1部へ昇格し、初優勝も果たした。翌1977年は都リーグ1部で2年連続優勝。また、関東社会人サッカー大会で優勝した。
1978年
関東サッカーリーグに昇格。関東リーグは優勝した東邦チタニウムと勝点11差の勝点44（11勝（3PK勝）7敗（3PK負））で3位の成績。
1979年
関東リーグは優勝した埼玉教員と勝点6差の勝点47（12勝（1PK勝）6敗（1PK負））で3位の成績ながら、2年連続で上位2チームに認められていた全国地域サッカーリーグ決勝大会への出場はならなかった。
1980年
関東リーグは5勝2分11敗の勝点12で9位に終わり、翌年度からの都リーグ1部への降格が決まった。また、全国社会人サッカー選手権大会に初めて出場。初戦（1回戦）で三菱重工神戸を破り、全社初勝利を記録した。2回戦はマルヤス工業に敗れた。
1983年
合併により商号が変更したことに伴って横河北辰電機サッカー部へ名称を変更した。
1984年
都リーグ1部の優勝は成らなかった（東京ガスが優勝）が、関東社会人大会で7年ぶりに優勝した。
1985年
関東リーグに5年ぶりに昇格（復帰）したが、リーグ戦は2勝4分12敗の成績で最下位に終わり、1年での都リーグ1部への降格が決まった。5年ぶりに出場した全社は1回戦で三菱自工京都に敗れた。
1986年
商号変更に伴って横河電機サッカー部へ名称を変更した。
1988年
3年ぶりに全社へ出場したが1回戦で京都府警に敗れた。
1991年
横河電機副社長（当時）の美川英二の肝煎りでチームの強化が始まり、ブラジル人のマルコス・ボカットが監督に就任し、またブラジル人選手3人と契約した。
1992年
都リーグ1部は3位の成績であったが関東社会人大会で準優勝した。4年ぶりに全社に出場したが1回戦で京セラ川内に敗れた。
1993年
関東リーグに3度目の昇格（復帰）。リーグ戦は9勝3分6敗の成績で優勝チームと勝ち点9差の3位の成績。2年連続で出場した全社は1回戦でNTT九州（現在のロアッソ熊本の母体）、準決勝で東北電力（現：ベガルタ仙台）などを破り、決勝でYKK（現在のカターレ富山の母体）に勝利して同大会で初めて優勝した。
1994年
会社としてジャパンフットボールリーグへの昇格を目指す意向を表明した。関東リーグは10勝6分2敗の成績で2位に勝ち点4差をつけて初優勝。全社は準々決勝で北陸電力（現在のカターレ富山の母体）に敗れた。初めて出場した全国地域サッカーリーグ決勝大会（地決）は1次ラウンドを2戦2勝の首位で通過、決勝ラウンドは1勝2敗で4チーム中3位の成績でジャパンフットボールリーグへの昇格は成らなかった。
1995年
関東リーグは9勝4分5敗の成績で優勝したプリマハムFC土浦（現：水戸ホーリーホック）に勝ち点14差の2位。全社は1回戦で日立清水に敗退。地決は1次ラウンドを2戦2勝（1PK勝）の首位で通過、大分FC（現：大分トリニータ）やYKKなどと同組となった決勝ラウンドは1勝2敗（1PK負）で4チーム中3位の成績で2年連続の敗退。
1996年
関東リーグは8勝2分8敗の成績で優勝したホンダルミノッソ狭山に勝ち点17差の4位に終わり、3年連続の地決出場は成らなかった。全社は1回戦で同大会で優勝した教育研究社FCに敗れた。
1997年
元湘南ベルマーレのエジソン・アパレシード・デ・ソウザが加入。関東リーグは14勝4分（無敗）の成績で2位に勝ち点10差を付けて3年ぶり2度目の優勝。全社は佐川急便SCなどを破って決勝に進出。決勝はホンダルミノッソ狭山に勝ち4年ぶりに優勝した（2度目）。地決は1次ラウンドを2戦2勝の首位で通過、ソニー仙台FCやアルビレックス新潟などと同組となった決勝ラウンドは1勝2敗（1PK負）で4チーム中3位の成績で敗退した。
1998年
関東リーグは15勝1分2敗の成績で2位に勝ち点9差を付けて2年連続3度目の優勝。地決は1次ラウンドを2戦2勝の首位で通過、愛媛FCやNTT九州などと同組となった決勝ラウンドは3戦3勝（1PK勝）の成績で優勝した。また、1999年度より創設される日本フットボールリーグ（JFL）参加を2月までに申請し）、10月に日本サッカー協会によってJFLへの参加が承認された (第7回JFLも参照)。
1999年
森井申一が監督に就任。第35回全国社会人サッカー選手権大会に出場して栃木SCや水戸ホーリーホックなどを破ってベスト4に入った（準決勝でソニー仙台FCに敗北）。
2000年
藤原義三が監督に就任。この年の東京都サッカートーナメント決勝で早稲田大学を破り大会初優勝。天皇杯全日本サッカー選手権大会に初出場したが、1回戦で阪南大学に敗れた。

### クラブチームへの移行
2003年
社内組織から離れるとともにチーム名称を横河武蔵野フットボールクラブ（呼称：横河武蔵野FC）へ改称。また、古矢武士が監督に就任した。
2007年
2月に特定非営利活動法人武蔵野スポーツクラブが設立され、トップチームの運営を同法人へ移管した（ユース及びスクール事業はアカデミー、及び横河パイオニックスをそれぞれ参照） また、同年より依田博樹が監督に就任した。
2009年
JFLリーグ戦で17勝9分8敗の成績を収めて過去最高の2位に入った（優勝したSAGAWA SHIGA FCに勝点6差）。また、金守貴紀および太田康介がベストイレブンに選出された。なお、第89回天皇杯全日本サッカー選手権大会に出場し、初戦（2回戦）で大分トリニータにPK戦で敗退。
2012年
第92回天皇杯全日本サッカー選手権大会2回戦でJ1のFC東京に勝利し、ベスト16に入った。2013年より吉田康弘が監督に就任した。

### 東京武蔵野シティFC
2015年11月26日、日本プロサッカーリーグ（Jリーグ）加盟を目指す方針を表明した。「Jリーグ入会の条件が緩和されたこと」、「主力選手がJリーグ入会を目指すチームに相次いで移籍したこと」を理由として挙げている。2016年1月1日付で、チーム名を「東京武蔵野シティフットボールクラブ」（呼称は「東京武蔵野シティFC」）に変更した。
2016年
1月1日、クラブ名を「東京武蔵野シティフットボールクラブ」（呼称は「東京武蔵野シティFC」）に変更した。
2月23日にはJリーグ理事会において百年構想クラブとして認定された。
リーグ戦は1stステージ10位、2ndステージ12位で、年間順位は12位。
2017年
この年申請したJ3クラブライセンスは、ホームスタジアムである武蔵野市立武蔵野陸上競技場がJ3スタジアム基準を満たしていないとして前年に続いて不交付となった が、同時に将来的なJ3参入を目指して武蔵野市と連携して武蔵野陸上競技場の整備を進めると共に、チーム力の強化や収益の増加を目指すと発表した。
リーグ戦は1stステージで7位に躍進するものの、2ndステージ15位にとどまり、年間順位は11位。
2018年
7月に財務基準およびスタジアムの施設基準が充足していないことを理由として、この年はJ3クラブライセンスの申請を行わないと発表した。この時クラブは、今後は将来のJ3昇格へ向けてクラブの掲げる5つの目標「JFL優勝、平均入場者数、年間事業収入、競技場整備、開かれたクラブ運営」の達成に向けて、問題点を再度洗い直し現状を踏まえた計画の見直しや財務面の強化、スタジアムについても関係する競技団体などとのプロジェクトチームを編成していきながら、問題解決につなげること。また地域密着型経営のより一層の強化を図ることを念頭に置くとした。
リーグ戦は1stステージは前年を上回る4位に入り、2ndステージでも6位に入り、年間順位はJFL参入後最高位タイとなる6位。
2019年
この年、クラブライセンスのスタジアム基準について「スタジアムを将来的 に整備することをライセンス申請者が文書で約束した場合」という施設基準の例外適用要件が加わったこともあって2年ぶりにJ3ライセンスを申請し、「5年以内にスタジアムを新設すること」を要件として2020年度のJ3ライセンスが交付された。今回のライセンス交付について、クラブ代表（理事長）の井草直人は「今後は早急に新スタジアムの構想を具現化していかなければなりません」との意向を表明している。
しかし、クラブは上記J3ライセンス認定を受けた段階では、J3昇格の際に求められる「1試合平均2,000人以上動員」に届いておらず、11-12月に予定されている主催3試合で1試合4,000人以上集客することを目指して無料招待券を配布して、動員面の条件充足と2020年度のJ3昇格が認められるように目指している。
11月10日に武蔵野陸上競技場で行われたテゲバジャーロ宮崎戦ではクラブ史上最多となる5,284人の観客を集めたが、クラブは12月1日に同競技場で予定される主催最終戦（第30節）ヴェルスパ大分戦において5,703人以上の動員ができない場合、仮に成績上での案件である4位以内をクリアしても、上記の観客動員での条件充足ができず、Jリーグ入会審査において特例が認められなければJ3昇格ができない可能性があるため、武蔵野陸上競技場のトラックに仮設座席をこしらえたり、同競技場の安全面確保や消防法の観点から他の会場での振替などの調整を進めたが折り合わず、観客動員での条件充足が事実上不可能であることが判明したため、11月12日にクラブ公式サイトにて、Jリーグと相談のうえで「2020年度のJ3昇格は事実上断念する」ことを明らかにした。
リーグ戦はJFL参入後最高となる4位の成績。
12月11日に2020年のJ3ライセンス申請について、スタジアム建設についての目処が経たないとして申請を行わないことを発表した。
2020年
8月3日、「地域に根ざし社会に貢献するサッカークラブという原点に立ちかえること」を理由に将来のJリーグ参入を断念すること、ならびに現状の経営体制を一新し、地域の多世代が参加できる多目的の総合型地域スポーツクラブを目指すことを目的に、横河電機が出資する「一般社団法人横河武蔵野スポーツクラブ」（横河武蔵野SC）に運営を随時移管することを発表した。この方針に合わせ、Jリーグに対し2020年7月31日付けでの百年構想クラブからの脱退届を提出、承認された。
今後については、チーム運営とスムーズなチーム移管を考慮したうえで、まず2021年2月をめどに、育成型チーム（アカデミー）のU-15/U-18の運営のみ移管、社会人トップチームはJFLなどの承認手続きなどを踏むことを前提として2022年2月をめどに移管する予定としているが、引き続きトップチームはJFLを戦うことは変わらず、スポーツを通した社会貢献を通して地元に愛されるサッカークラブとして活動していくとしている（なお、育成型チームの「横河武蔵野FCサッカースクール」「横河武蔵野FCジュニア（U-12）」についてはすでに一般社団法人横河武蔵野スポーツクラブに事業譲渡している）。2021年5月28日には旧運営法人「特定非営利活動法人武蔵野スポーツクラブ」の登記記録が閉鎖、正式に解散となった。

### 東京武蔵野ユナイテッドFC
2021年、文京区を拠点とし、慶應義塾体育会ソッカー部OB（慶應BRB）及び東京大学運動会ア式蹴球部OB（東大LB）により創設された「LB-BRB TOKYO」を源流とする東京ユナイテッドFCの運営法人である一般社団法人CLUB LB&BRBが横河武蔵野FCと提携し、両クラブのトップチームを共同運営する方針を発表する。
具体的には、東京武蔵野シティFCの一般社団法人横河武蔵野スポーツクラブへのトップチーム運営移管を1年前倒しした上で、一般社団法人横河武蔵野スポーツクラブと一般社団法人CLUB LB&BRBが折半出資して新会社「株式会社東京武蔵野ユナイテッドスポーツクラブ」を設立し、同社が「両法人のトップチーム」（東京武蔵野シティFC改め東京武蔵野ユナイテッドFC、及び東京ユナイテッドFC）を共同運営するというものだった。このため、クラブオフィスは文京区本郷の一般社団法人CLUB LB&BRB内に置かれる一方、武蔵野市の一般社団法人横河武蔵野スポーツクラブ内に「武蔵野オフィス」を置き、武蔵野オフィスをJFL登録上のチーム所在地として取り扱っている。従って、新チーム「東京武蔵野ユナイテッドFC」は東京武蔵野シティFCが参加していたJFLに参加し、JFL側でも「（東京武蔵野シティFCの）チーム名変更」として取り扱った。
この合弁に関しては、東京武蔵野FCの事情に加え、東京ユナイテッドFCがJリーグ参入を目指して運営基盤を着々と整えていたものの、2017年シーズンに昇格した関東サッカーリーグ1部では最高成績2位で、Jリーグはおろか、全国地域サッカーチャンピオンズリーグ（地域CL）を勝ち抜いての日本フットボールリーグ (JFL) 昇格への道筋をなかなか見いだせていなかったため、クラブの安定運営と持続的発展のために運営基盤の強化と運営リソースの効率化を図り、新たな経営戦略を構築することを目的として、2021年1月15日に東京武蔵野シティFCの運営を譲受することが決まっている一般社団法人横河武蔵野スポーツクラブと、東京ユナイテッドFCの運営法人である一般社団法人CLUB LB&BRBが提携し、両クラブのトップチームを共同運営する方針を発表する。このことから、地域リーグから地域CLを勝ち抜いてJFLへの昇格が非常に困難になっているという状況の中で、「2020年のJリーグ参入」を目標としていた東京ユナイテッドFCによる、地域CLを回避したJFLへの「事実上の昇格」ではないかとの報道もあった。

### 提携の解消、横河武蔵野FCへの復元
しかし、2022シーズン終了後に、横河武蔵野SCとLB&BRBは「Jリーグ参戦に向けたクラブの未来等について」協議を重ねたものの、両者が改めて別々に運営を進めることが「最良の選択」という結論に達し、2023年7月頃に円満に提携を解消することに合意した。これにより、一般社団法人横河武蔵野スポーツクラブ・東京武蔵野ユナイテッドFCはJリーグ参入の目標を再び断念することとなった。今後は、この「東京武蔵野ユナイテッドFC」については、一般社団法人横河武蔵野スポーツクラブで運営を行うことになった。
このことを受けて、2023年度までは「東京武蔵野ユナイテッドFC」として活動してきたトップ（社会人）チームの名称を2024年度から9年ぶりに、スポンサー企業の一つである横河電機の名前を冠した「横河武蔵野フットボールクラブ」に戻し、エンブレムも同様に横河武蔵野FC仕様のものに戻すことが発表され、今後横河武蔵野FCは下部組織のユースチームやスクールとの一体化を図り、「スポーツを通して人々の心身の健全な発達と社会への発展の寄与」を目指して武蔵野地域に根付いたスポーツクラブづくりを推進するとした。

### 年表
- 1939年 - 横河電機製作所の社内同好会として発足。
- 2003年 - 横河電機株式会社の社内組織（正式な企業部活動）から離れ、同好会チーム「横河武蔵野フットボールクラブ」に改組
- 2007年2月 - 特定非営利活動法人武蔵野スポーツクラブにトップチームの運営を移管
- 2015年11月 - Jリーグ百年構想クラブを申請
- 2016年
  - 1月 - クラブ名を東京武蔵野ユナイテッドFCに改名
  - 2月 - Jリーグ百年構想クラブ認定
- 2021年
  - 1月15日 - 一般社団法人横河武蔵野スポーツクラブと一般社団法人CLUB LB&BRBがトップチームを共同運営することを発表[25]。
  - 2月12日 - JFL公式サイトにて新チームの概要を公表。
- 2022年
  - 7月13日 - バスケットボールB3リーグに新規参入する東京ユナイテッドバスケットボールクラブとの連携を発表[32][33]。クラブ間の人材の行き来や同じチーム名となってしまったための商標権問題の解消になる。
- 2023年
  - 7月12日 - 一般社団法人CLUB LB&BRBとの提携を円満に解消したと発表した[29][30]。
- 2024年
  - トップチーム名を「横河武蔵野フットボールクラブ（横河武蔵野FC）」に変更。

## ユニフォーム

### ユニフォームスポンサー
| 掲出箇所   | スポンサー名                 | 表記                                                | 掲出年   | 備考 |
| 胸         | 横河電機                     | YOKOGAWA                                            | 2008年 - | 東京武蔵野シティFCから継続                                                                                          |
| 鎖骨       | ラ・フルティエール・ジャポン | LA FRUITIÈRE JAPON                                  | 2023年 - | 左側に表記 東京武蔵野シティFCから継続 2019年 - 2022年はパンツ前面 2019年 - 2022年は「La Fruitière du Val Evel」表記 |
| 背中上部   | なし                         | -                                                   | -        | |
| 背中下部   | なし                         | -                                                   | -        | |
| 袖         | 武蔵境自動車教習所           | 車東 人京                                           | 2023年 - | 2016年 - 2018年は東京武蔵野シティFC・パンツ 2016年 - 2020年は東京武蔵野シティFC・袖                                 |
| パンツ前面 | 環境管理センター             | ENVIRONMENTAL CONTROL CENTER ECC ㍿環境管理センター | 2023年 - | |
| パンツ背面 | なし                         | -                                                   | -        | |

### ユニフォームサプライヤーの遍歴
- 2003年 FILA
- 2004年 - 2005年 Admiral
- 2006年 - 2015年 UMBRO
- 2016年 - 2021年：ヨネックス
- 2022年 - 現在：プーマ

### 歴代ユニフォームスポンサー表記（2006年以降）
| 年度 | 箇所               | 箇所               | 箇所              | 箇所             | 箇所     | 箇所      | 箇所                                                | 箇所        | サプライヤー |
| 年度 | 胸                 | 鎖骨左             | 鎖骨右            | 背中上部         | 背中下部 | 袖        | パンツ前面                                          | パンツ背面  | サプライヤー |
| 2006 | 横河パイオニックス | -                  | -                 | -                | -        | 東京車人  | ナカノフドー建設                                    | -           | UMBRO        |
| 2007 | 横河パイオニックス | -                  | -                 | -                | -        | 東京車人  | ナカノフドー建設                                    | -           | UMBRO        |
| 2008 | YOKOGAWA           | -                  | -                 | -                | -        | 東京車人  | ナカノフドー建設                                    | -           | UMBRO        |
| 2009 | YOKOGAWA           | -                  | -                 | -                | -        | 東京車人  | ナカノフドー建設                                    | -           | UMBRO        |
| 2010 | YOKOGAWA           | -                  | -                 | ING              | -        | 東京車人  | ナカノフドー建設                                    | -           | UMBRO        |
| 2011 | YOKOGAWA           | -                  | -                 | ING              | -        | 東京車人  | ナカノフドー建設                                    | -           | UMBRO        |
| 2012 | YOKOGAWA           | -                  | -                 | ING              | -        | 東京車人  | ナカノフドー建設                                    | -           | UMBRO        |
| 2013 | YOKOGAWA           | -                  | -                 | ナカノフドー建設 | -        | 東京車人  | -                                                   | -           | UMBRO        |
| 2014 | YOKOGAWA           | -                  | -                 | ナカノフドー建設 | -        | 東京車人  | -                                                   | -           | UMBRO        |
| 2015 | YOKOGAWA           | -                  | -                 | ナカノフドー建設 | -        | 東京車人  | -                                                   | -           | UMBRO        |
| 2016 | YOKOGAWA           | -                  | -                 | ナカノフドー建設 | -        | 車東 人京 | 車東 人京                                           | -           | YONEX        |
| 2017 | YOKOGAWA           | -                  | -                 | ナカノフドー建設 | -        | 車東 人京 | 車東 人京                                           | -           | YONEX        |
| 2018 | YOKOGAWA           | -                  | -                 | ナカノフドー建設 | -        | 車東 人京 | 車東 人京                                           | -           | YONEX        |
| 2019 | YOKOGAWA           | -                  | -                 | ナカノフドー建設 | -        | 車東 人京 | La Fruitière du Val Evel                            | -           | YONEX        |
| 2020 | YOKOGAWA           | -                  | -                 | ナカノフドー建設 | -        | 車東 人京 | La Fruitière du Val Evel                            | -           | YONEX        |
| 2021 | YOKOGAWA           | フクダ電子         | BX 文化シヤッター | MIZUHO           | INTEGRAL | pwc       | La Fruitière du Val Evel                            | 人 HITO-com | YONEX        |
| 2022 | YOKOGAWA           | フクダ電子         | BX 文化シヤッター | MIZUHO           | INTEGRAL | pwc       | La Fruitière du Val Evel                            | 人 HITO-com | PUMA         |
| 2023 | YOKOGAWA           | LA FRUITIÈRE JAPON | -                 | -                | -        | 車東 人京 | ENVIRONMENTAL CONTROL CENTER ECC ㍿環境管理センター | -           | PUMA         |

## アカデミー
トップチームは2007年2月に設立された特定非営利活動法人武蔵野スポーツクラブが運営していたが、ユース・ジュニアユースやスクール事業については横河パイオニックス株式会社が手掛けていた。
2014年11月には横河武蔵野FCジュニアがダノンネーションズカップで優勝した。
その後、2016年2月1日よりユース（高校生）およびジュニアユース（中学生）を特定非営利活動法人武蔵野スポーツクラブへ統合し、ユースをU-18、ジュニアユースをU-15としてトップチームと一体で運営することとなり、ジュニアチームやスクールのみを引き続き横河パイオニックスが請け負っていたが、2020年に東京武蔵野シティFCがJリーグ百年構想クラブから脱退し、将来的なJリーグ参戦を断念したことを受け、段階を追って横河パイオニックス・東京武蔵野シティFCの運営を一般社団法人・横河武蔵野スポーツクラブに移管 することを発表。2021年2月1日「東京武蔵野シティFC」トップチームおよびアカデミーの運営を継承 している。
サッカースクールは2024年現在、横河電機グラウンド・クラブハウス内で行われる横河武蔵野FCスクールの他、三鷹市にあったボンフィンフットボールパーク三鷹平沼園を会場としていた「ボンフィンサッカースクール」が練習会場の老朽化により閉鎖されたことを受け、2020年に当時の東京武蔵野シティFCと協力・業務提携を締結したボンフィンサッカースクール横河武蔵野(三鷹)校とがある。